# I SING, I SAY
「I SING, I SAY」（アイ・シング アイ・セイ）は、日本のヒップホップソロMC・LITTLEのメジャー1枚目のシングル。発売元はユニバーサルミュージックで、KICK THE CAN CREW休止後初のシングルである。

## 概要
- 2004年7月21日に発売の1枚目のシングル。
- 初回限定特典としてLITTLEアニメステッカー（4種類あるうちのいずれか1枚）が封入された。

## 収録曲
1. I SING, I SAY
Lyric:LITTLE
Music:DJ FUMIYA LITTLE
2. サバーバリアン feat. Loop Junktion
Lyric:LITTLE 山仁
Music:Loop Junktion LITTLE
3. 踏み上がり feat. BOLT, SKIPP, YOSHI
Lyric:LITTLE BOLT SKIPP YOSHI THE INGASKI
Music:DJ ISO LITTLE BOLT SKIPP YOSHI THE INGASKI
4. I SING, I SAY(instrumental)
5. サバーバリアン feat. Loop Junktion(instrumental)
6. 踏み上がり feat. BOLT, SKIPP, YOSHI(instrumental)